# ペガサスステークス
ペガサスステークスは、日本の日本中央競馬会 (JRA) が阪神競馬場の芝1600mで施行していた中央競馬の重賞（GIII）競走である。競走名はペガサスに由来。

## 概要
1987年の中央競馬の短距離路線の充実化の一環により、阪神競馬場の4歳（現3歳）の別定の芝1600mの重賞競走として創設されたが、1991年に阪神競馬場とアーリントン国際競馬場が提携を結んだのを機に交換競走を施行する事に伴い第5回競走を最後に廃止され、競走機能は1992年に新設されたアーリントンカップに引き継がれた。
僅か5年間の施行ではあったが、第2回に地方笠松から中央競馬（瀬戸口勉厩舎）に移籍したばかりのオグリキャップが中央での初戦として出走した競走であった為、今でも記憶に留める競馬ファンも少なくない。
また第3回優勝馬シャダイカグラはこの競走をステップに桜花賞を制している。
出走資格は、4歳（現3歳）限定のJRA所属の競走馬（外国産馬は含まない）である。
負担重量は、別定で55キロ、牝馬は2キロ減を基本とし、収得賞金2,000万円以上の出走馬は更に1キロの負担重量を課せるよう定められていた。
総額賞金は7,200万円で、1着賞金3,800万円、2着賞金1,500万円、3着賞金950万円、4着賞金570万円、5着賞金380万円と定められていた。

## 歴史
- 1987年 阪神競馬場の芝1600mの4歳（現3歳）限定の別定の重賞競走、ペガサスステークスとして創設。
- 1991年 阪神競馬場の改修工事により、中京競馬場の芝1700mで施行。
- 1992年 廃止、アーリントンカップに競走機能を引き継ぐ。

### 歴代優勝馬
優勝馬の馬齢は、現行表記。
コース種別を表記していない距離は、芝コースを表す。
| 回数  | 施行日       | 競馬場 | 距離  | 優勝馬             | 性齢 | タイム | 優勝騎手 | 管理調教師 | 馬主                   |
| ----- | ------------ | ------ | ----- | ------------------ | ---- | ------ | -------- | ---------- | ---------------------- |
| 第1回 | 1987年3月8日 | 阪神   | 1600m | エイシンテンペスト | 牡3  | 1:38.1 | 丸山勝秀 | 湯浅三郎   | 平井豊光               |
| 第2回 | 1988年3月6日 | 阪神   | 1600m | オグリキャップ     | 牡3  | 1:35.6 | 河内洋   | 瀬戸口勉   | 佐橋五十雄             |
| 第3回 | 1989年3月5日 | 阪神   | 1600m | シャダイカグラ     | 牝3  | 1:37.5 | 武豊     | 伊藤雄二   | 米田茂                 |
| 第4回 | 1990年3月4日 | 阪神   | 1600m | キーミノブ         | 牡3  | 1:37.9 | 村本善之 | 日迫良一   | 北前正美               |
| 第5回 | 1991年3月3日 | 中京   | 1700m | ノーザンドライバー | 牝3  | 1:42.1 | 岡潤一郎 | 鶴留明雄   | （有）社台レースホース |

#### 各回競走結果の出典
- 「ペガサスステークス (GIII)」『中央競馬全重賞競走成績集 【障害・廃止競走編】』日本中央競馬会、2006年、387-394頁。